# Clement Temile
Clement Temile – nigeryjski piłkarz grający na pozycji napastnika. W swojej karierze rozegrał 5 meczów i strzelił 2 gole w reprezentacji Nigerii. Jego syn, Toto Tamuz, również był piłkarzem i grał w reprezentacji Izraela. Jego bratankowie, Frank Temile i Omonigho Temile, również byli profesjonalnymi piłkarzami.

## Kariera klubowa
W swojej karierze piłkarskiej Temile grał w klubach takich jak: Bendel Insurance FC i izraelski Beitar Netanja.

## Kariera reprezentacyjna
W reprezentacji Nigerii Temile zadebiutował 5 marca 1984 w wygranym 2:1 grupowym meczu Pucharu Narodów Afryki 1984 z Ghaną. Na tym turnieju zagrał również w czterech innych meczach: grupowych z Malawi (2:2), w którym strzelił dwa gole i z Algierią (0:0), półfinałowym z Egiptem (2:2, k. 10:9) oraz finałowym z Kamerunem (1:3). Z Nigerią wywalczył wicemistrzostwo Afryki. Mecze w Pucharze Narodów Afryki były jego jedynymi rozegranymi w kadrze narodowej.